# Eremobittacus sodalium
Eremobittacus sodalium is een schorpioenvlieg uit de familie van de hangvliegen (Bittacidae). De wetenschappelijke naam van de soort is voor het eerst geldig gepubliceerd door George W. Byers in 2011.
De soort komt voor in Mexico (Sinaloa).